# Etapa Provincial de Arequipa 2016
La Etapa Provincial de Arequipa 2016 también conocida como Interligas de Arequipa fue la edición número 50 de la competición futbolística Arequipeña a nivel Provincial. Se disputaró desde fines de mayo hasta Inicios de julio. El cuadro de Escuela Municipal Binacional de Paucarpata logró el campeonato en esta edición.
El torneo otorgó al cuadro Campeón y subcampeón cupos para la Etapa Departamental de la Copa Perú.

## Participantes
Los participantes son los dos mejores equipos (Campeón y subcampeón respectivamente) de cada Distrito de la Provincia de Arequipa. 
Con excepción de Polobaya que solo tendrá un representante debido a que su liga distrital cuenta con pocos equipos.
El club Sportivo Huracán debía participar en esta edición debido a haber llegado hasta la Etapa nacional el año anterior. Sin embargo tras unos dudosos fallos de la ADFP no participará. Teniendo que jugar desde su liga de Origen el próximo año.
| Distrito             | Club                            | Condición            | Director Técnico  | Localía                                      |
| -------------------- | ------------------------------- | -------------------- | ----------------- | -------------------------------------------- |
| Alto Selva Alegre    | Estrella Solitaria              | Campeón distrital    |                   | Complejo Deportivo Alto Selva Alegre         |
| Alto Selva Alegre    | Defensor Cristo Rey             | Subcampeón distrital | Javier Tenorio    | Complejo Deportivo Alto Selva Alegre         |
| Arequipa             | F. B. C. Aurora                 | Campeón distrital    | Nikol Prado       | Estadio Mariano Melgar                       |
| Arequipa             | White Star                      | Subcampeón distrital | Víctor Gutiérrez  | Estadio Mariano Melgar                       |
| Cayma                | A. D. Reál Católica             | Campeón distrital    | Rubén Herrera     | Estadio Municipal La Tomilla                 |
| Cayma                | Deportivo Los Ángeles           | Subcampeón distrital | Walter Zeballos   | Estadio Municipal La Tomilla                 |
| Cerro Colorado       | Unión Libertad                  | Campeón distrital    | Willy Escapa      | Estadio Arturo Díaz Huerta                   |
| Cerro Colorado       | Academia Transportes Del Carpio | Subcampeón distrital |                   | Estadio Arturo Díaz Huerta                   |
| Characato            | Porvenir Cerrillo               | Campeón distrital    |                   | Estadio José Carpio Alarcón                  |
| Characato            | Olímpico San Francisco          | Subcampeón distrital |                   | Estadio José Carpio Alarcón                  |
| Hunter               | León Gool Club                  | Campeón distrital    |                   | Estadio Juan Velasco Alvarado                |
| Hunter               | Atlético Pisco                  | Subcampeón distrital | Ariel Paz         | Estadio Juan Velasco Alvarado                |
| José Luis Bustamante | Atlético Simón Bolívar          | Campeón distrital    |                   | Estadio Simón Bolívar                        |
| José Luis Bustamante | Alas Peruanas                   | Subcampeón distrital |                   | Estadio Simón Bolívar                        |
| La Joya              | Saetas de Oro                   | Campeón distrital    | Oscar Arrieta     | Estadio Municipal de La Joya                 |
| La Joya              | Deportivo Sutega                | Subcampeón distrital | Raúl Obando       | Estadio Municipal de La Joya                 |
| Mariano Melgar       | A. C. D. C. Juventus Melgar     | Campeón distrital    | Jorge Lazo        | Complejo Deportivo "Maracaná"                |
| Mariano Melgar       | Sport Magallanes                | Subcampeón distrital | Pocho Yauri       | Complejo Deportivo "Maracaná"                |
| Miraflores           | Mateo Pumacahua                 | Campeón distrital    |                   | Estadio Serapio Barra "Los Palitos"          |
| Miraflores           | Benito Bonifaz                  | Subcampeón distrital |                   | Estadio Serapio Barra "Los Palitos"          |
| Mollebaya            | Deportivo Scorza                | Campeón distrital    |                   | Estadio Municipal de Mollebaya               |
| Mollebaya            | Santa Ana                       | Subcampeón distrital |                   | Estadio Municipal de Mollebaya               |
| Paucarpata           | Escuela Municipal Binacional    | Campeón distrital    | Luis Flores       | Estadio Pedro P. Díaz                        |
| Paucarpata           | Esther Grande de Bentín         | Subcampeón distrital |                   | Estadio Máximo Carrasco Meza                 |
| Polobaya             | Juventud Polobaya               | Campeón distrital    |                   | Campo deportivo de Polobaya                  |
| Sachaca              | A. C. El Inter                  | Campeón distrital    |                   | Estadio Municipal de Sachaca                 |
| Sachaca              | Deportivo Wanders               | Subcampeón distrital |                   | Estadio Municipal de Sachaca                 |
| Socabaya             | Atlético Villareal              | Campeón distrital    |                   | Estadio "El Bosque" - Ciudad Mi Trabajo      |
| Socabaya             | Juvenil Bellapampa              | Subcampeón distrital |                   | Estadio "El Bosque" - Ciudad Mi Trabajo      |
| Tiabaya              | Juventud Bolognesi              | Campeón distrital    | Edú Ramírez       | Estadio Municipal de Tiabaya                 |
| Tiabaya              | Parish F. C.                    | Subcampeón distrital | César Rueda       | Estadio Municipal de Tiabaya                 |
| Uchumayo             | Los Elegantes de Cerro Verde    | Campeón distrital    | Ariel Paz         | Estadio La Estación                          |
| Uchumayo             | Unión Salaverry                 | Subcampeón distrital |                   | Estadio La Estación                          |
| Vítor                | El Parral                       | Campeón distrital    |                   | Estadio Walter Vizcarra del Anexo de Sotillo |
| Vítor                | Los Halcones                    | Subcampeón distrital |                   | Estadio Walter Vizcarra del Anexo de Sotillo |
| Yanahuara            | San José                        | Campeón distrital    |                   | Estadio Alfredo Villanueva "Umacollo"        |
| Yanahuara            | Deportivo Municipalidad         | Subcampeón distrital |                   | Estadio Alfredo Villanueva "Umacollo"        |
| Yura                 | Sporting Piniella               | Campeón distrital    |                   | Estadio "Olímpico" de Ciudad de Dios         |
| Yura                 | Deportivo Los Signos            | Subcampeón distrital | Fortunato Muñuico | Estadio "Olímpico" de Ciudad de Dios         |

|  |

|}

## Primera fase
Constara de nueve (09) grupos de cuatro (04) equipos y un (01) grupo de tres (03) equipos.
Pasan a la segunda fase los diez (10) mejores primeros además de los seis (06) mejores segundos.

### Grupo A
| Grupo | Club                    | Distrito       | Condición            |
| ----- | ----------------------- | -------------- | -------------------- |
| A     | Sport Magallanes        | Mariano Melgar | Subcampeón Distrital |
| A     | El Parral               | Vítor          | Campeón Distrital    |
| A     | Unión Salaverry         | Uchumayo       | Subcampeón Distrital |
| A     | Esther Grande de Bentín | Paucarpata     | Subcampeón Distrital |

| Equipo                  | PJ | PG | PE | PP | GF | GC | DG | Pts |
| ----------------------- | -- | -- | -- | -- | -- | -- | -- | --- |
| Sport Magallanes        | 3  | 2  | 0  | 1  | 4  | 4  | 0  | 6   |
| Unión Salaverry         | 3  | 1  | 2  | 0  | 8  | 4  | +4 | 5   |
| Esther Grande de Bentín | 3  | 0  | 2  | 1  | 5  | 6  | -1 | 2   |
| El Parral               | 3  | 0  | 2  | 1  | 3  | 6  | -3 | 2   |

| Grupo A                 | Grupo A       | Grupo A                 | Grupo A                       | Grupo A        | Grupo A       | Grupo A       | Grupo A       | Grupo A       | Grupo A       | Grupo A       | Grupo A       |               |               |               |               |               |               |               |               |               |               |               |               |               |               |               |               |               |               |               |               |               |               |               |               |               |               |               |               |
| Local                   | Resultado     | Visitante               | Estadio                       | Distrito       | Fecha         | Hora          |               |               |               |               |               |               |               |               |               |               |               |               |               |               |               |               |               |               |               |               |               |               |               |               |               |               |               |               |               |               |               |               |               |
| Primera Fecha           | Primera Fecha | Primera Fecha           | Primera Fecha                 | Primera Fecha  | Primera Fecha | Primera Fecha | Primera Fecha | Primera Fecha | Primera Fecha | Primera Fecha | Primera Fecha | Primera Fecha | Primera Fecha | Primera Fecha | Primera Fecha | Primera Fecha | Primera Fecha | Primera Fecha | Primera Fecha | Primera Fecha | Primera Fecha | Primera Fecha | Primera Fecha | Primera Fecha | Primera Fecha | Primera Fecha | Primera Fecha | Primera Fecha | Primera Fecha | Primera Fecha | Primera Fecha | Primera Fecha | Primera Fecha | Primera Fecha | Primera Fecha | Primera Fecha | Primera Fecha | Primera Fecha | Primera Fecha |
| ----------------------- | ------------- | ----------------------- | ----------------------------- | -------------- | ------------- | ------------- | ------------- | ------------- | ------------- | ------------- | ------------- | ------------- | ------------- | ------------- | ------------- | ------------- | ------------- | ------------- | ------------- | ------------- | ------------- | ------------- | ------------- | ------------- | ------------- | ------------- | ------------- | ------------- | ------------- | ------------- | ------------- | ------------- | ------------- | ------------- | ------------- | ------------- | ------------- | ------------- | ------------- |
| Sport Magallanes        | 1 - 0         | Esther Grande de Bentín | Complejo Deportivo "Maracaná" | Mariano Melgar | 22 de mayo    | 13:50         |               |               |               |               |               |               |               |               |               |               |               |               |               |               |               |               |               |               |               |               |               |               |               |               |               |               |               |               |               |               |               |               |               |
| El Parral               | 1 - 1         | Unión Salaverry         | Walter Vizcarra               | Vítor          | 22 de mayo    | 14:50         |               |               |               |               |               |               |               |               |               |               |               |               |               |               |               |               |               |               |               |               |               |               |               |               |               |               |               |               |               |               |               |               |               |
| Segunda Fecha           |               |                         |                               |                |               |               |               |               |               |               |               |               |               |               |               |               |               |               |               |               |               |               |               |               |               |               |               |               |               |               |               |               |               |               |               |               |               |               |               |
| Esther Grande de Bentín | 2 - 2         | El Parral               | Pedro P. Díaz                 | Paucarpata     | 28 de mayo    | 14:50         |               |               |               |               |               |               |               |               |               |               |               |               |               |               |               |               |               |               |               |               |               |               |               |               |               |               |               |               |               |               |               |               |               |
| Unión Salaverry         | 4 - 0         | Sport Magallanes        | Segundo Calderón Chávez       | Uchumayo       | 29 de mayo    | 12:50         |               |               |               |               |               |               |               |               |               |               |               |               |               |               |               |               |               |               |               |               |               |               |               |               |               |               |               |               |               |               |               |               |               |
| Tercera Fecha           |               |                         |                               |                |               |               |               |               |               |               |               |               |               |               |               |               |               |               |               |               |               |               |               |               |               |               |               |               |               |               |               |               |               |               |               |               |               |               |               |
| El Parral               | 0 - 3         | Sport Magallanes        | Walter Vizcarra               | Vítor          | 4 de junio    | 14:50         |               |               |               |               |               |               |               |               |               |               |               |               |               |               |               |               |               |               |               |               |               |               |               |               |               |               |               |               |               |               |               |               |               |
| Unión Salaverry         | 3 - 3         | Esther Grande de Bentín | Segundo Calderón Chávez       | Uchumayo       | 4 de junio    | 15:00         |               |               |               |               |               |               |               |               |               |               |               |               |               |               |               |               |               |               |               |               |               |               |               |               |               |               |               |               |               |               |               |               |               |

### Grupo B
| Grupo | Club                            | Distrito       | Condición            |
| ----- | ------------------------------- | -------------- | -------------------- |
| B     | Academia Transportes Del Carpio | Cerro Colorado | Subcampeón Distrital |
| B     | Santa Ana                       | Mollebaya      | Subcampeón Distrital |
| B     | White Star                      | Arequipa       | Subcampeón Distrital |

| Equipo                          | PJ | PG | PE | PP | GF | GC | DG | Pts |
| ------------------------------- | -- | -- | -- | -- | -- | -- | -- | --- |
| White Star                      | 2  | 2  | 0  | 0  | 5  | 0  | +5 | 6   |
| Academia Transportes Del Carpio | 2  | 1  | 0  | 1  | 2  | 1  | +1 | 3   |
| Santa Ana                       | 2  | 0  | 0  | 2  | 0  | 6  | -6 | 0   |

| Grupo B                | Grupo B       | Grupo B                | Grupo B                | Grupo B        | Grupo B       | Grupo B       | Grupo B       | Grupo B       | Grupo B       | Grupo B       | Grupo B       |               |               |               |               |               |               |               |               |               |               |               |               |               |               |               |               |               |               |               |               |               |               |               |               |               |               |               |               |
| Local                  | Resultado     | Visitante              | Estadio                | Distrito       | Fecha         | Hora          |               |               |               |               |               |               |               |               |               |               |               |               |               |               |               |               |               |               |               |               |               |               |               |               |               |               |               |               |               |               |               |               |               |
| Primera Fecha          | Primera Fecha | Primera Fecha          | Primera Fecha          | Primera Fecha  | Primera Fecha | Primera Fecha | Primera Fecha | Primera Fecha | Primera Fecha | Primera Fecha | Primera Fecha | Primera Fecha | Primera Fecha | Primera Fecha | Primera Fecha | Primera Fecha | Primera Fecha | Primera Fecha | Primera Fecha | Primera Fecha | Primera Fecha | Primera Fecha | Primera Fecha | Primera Fecha | Primera Fecha | Primera Fecha | Primera Fecha | Primera Fecha | Primera Fecha | Primera Fecha | Primera Fecha | Primera Fecha | Primera Fecha | Primera Fecha | Primera Fecha | Primera Fecha | Primera Fecha | Primera Fecha | Primera Fecha |
| ---------------------- | ------------- | ---------------------- | ---------------------- | -------------- | ------------- | ------------- | ------------- | ------------- | ------------- | ------------- | ------------- | ------------- | ------------- | ------------- | ------------- | ------------- | ------------- | ------------- | ------------- | ------------- | ------------- | ------------- | ------------- | ------------- | ------------- | ------------- | ------------- | ------------- | ------------- | ------------- | ------------- | ------------- | ------------- | ------------- | ------------- | ------------- | ------------- | ------------- | ------------- |
| Santa Ana              | 0 - 2         | Transportes Del Carpio | Municipal de Mollebaya | Mollebaya      | 22 de mayo    | 10:20         |               |               |               |               |               |               |               |               |               |               |               |               |               |               |               |               |               |               |               |               |               |               |               |               |               |               |               |               |               |               |               |               |               |
| Segunda Fecha          |               |                        |                        |                |               |               |               |               |               |               |               |               |               |               |               |               |               |               |               |               |               |               |               |               |               |               |               |               |               |               |               |               |               |               |               |               |               |               |               |
| Transportes Del Carpio | 0 - 1         | White Star             | Arturo Díaz Huerta     | Cerro Colorado | 29 de mayo    | 15:00         |               |               |               |               |               |               |               |               |               |               |               |               |               |               |               |               |               |               |               |               |               |               |               |               |               |               |               |               |               |               |               |               |               |
| Tercera Fecha          |               |                        |                        |                |               |               |               |               |               |               |               |               |               |               |               |               |               |               |               |               |               |               |               |               |               |               |               |               |               |               |               |               |               |               |               |               |               |               |               |
| White Star             | 4 - 0         | Santa Ana              | Mariano Melgar         | Arequipa       | 4 de junio    | 14:50         |               |               |               |               |               |               |               |               |               |               |               |               |               |               |               |               |               |               |               |               |               |               |               |               |               |               |               |               |               |               |               |               |               |

### Grupo C
| Grupo | Club                | Distrito          | Condición            |
| ----- | ------------------- | ----------------- | -------------------- |
| C     | A. D. Real Católica | Cayma             | Campeón Distrital    |
| C     | Juvenil Bellapampa  | Socabaya          | Subcampeón Distrital |
| C     | Juventud Polobaya   | Polobaya          | Campeón Distrital    |
| C     | Defensor Cristo Rey | Alto Selva Alegre | Subcampeón Distrital |

| Equipo              | PJ | PG | PE | PP | GF | GC | DG  | Pts |
| ------------------- | -- | -- | -- | -- | -- | -- | --- | --- |
| A. D. Real Católica | 3  | 3  | 0  | 0  | 15 | 2  | +13 | 9   |
| Defensor Cristo Rey | 3  | 2  | 0  | 1  | 8  | 10 | -2  | 6   |
| Juventud Polobaya   | 3  | 0  | 1  | 2  | 2  | 7  | -5  | 1   |
| Juvenil Bellapampa  | 3  | 0  | 1  | 2  | 2  | 8  | -6  | 1   |

| Grupo C             | Grupo C       | Grupo C             | Grupo C                        | Grupo C           | Grupo C       | Grupo C       | Grupo C       | Grupo C       | Grupo C       | Grupo C       | Grupo C       |               |               |               |               |               |               |               |               |               |               |               |               |               |               |               |               |               |               |               |               |               |               |               |               |               |               |               |               |
| Local               | Resultado     | Visitante           | Estadio                        | Distrito          | Fecha         | Hora          |               |               |               |               |               |               |               |               |               |               |               |               |               |               |               |               |               |               |               |               |               |               |               |               |               |               |               |               |               |               |               |               |               |
| Primera Fecha       | Primera Fecha | Primera Fecha       | Primera Fecha                  | Primera Fecha     | Primera Fecha | Primera Fecha | Primera Fecha | Primera Fecha | Primera Fecha | Primera Fecha | Primera Fecha | Primera Fecha | Primera Fecha | Primera Fecha | Primera Fecha | Primera Fecha | Primera Fecha | Primera Fecha | Primera Fecha | Primera Fecha | Primera Fecha | Primera Fecha | Primera Fecha | Primera Fecha | Primera Fecha | Primera Fecha | Primera Fecha | Primera Fecha | Primera Fecha | Primera Fecha | Primera Fecha | Primera Fecha | Primera Fecha | Primera Fecha | Primera Fecha | Primera Fecha | Primera Fecha | Primera Fecha | Primera Fecha |
| ------------------- | ------------- | ------------------- | ------------------------------ | ----------------- | ------------- | ------------- | ------------- | ------------- | ------------- | ------------- | ------------- | ------------- | ------------- | ------------- | ------------- | ------------- | ------------- | ------------- | ------------- | ------------- | ------------- | ------------- | ------------- | ------------- | ------------- | ------------- | ------------- | ------------- | ------------- | ------------- | ------------- | ------------- | ------------- | ------------- | ------------- | ------------- | ------------- | ------------- | ------------- |
| A. D. Real Católica | 8 - 2         | Defensor Cristo Rey | Municipal La Tomilla           | Cayma             | 22 de mayo    | 14:50         |               |               |               |               |               |               |               |               |               |               |               |               |               |               |               |               |               |               |               |               |               |               |               |               |               |               |               |               |               |               |               |               |               |
| Juventud Polobaya   | 1 - 1         | Juvenil Bellapampa  | Campo deportivo de Polobaya    | Polobaya          | 22 de mayo    | 14:50         |               |               |               |               |               |               |               |               |               |               |               |               |               |               |               |               |               |               |               |               |               |               |               |               |               |               |               |               |               |               |               |               |               |
| Segunda Fecha       |               |                     |                                |                   |               |               |               |               |               |               |               |               |               |               |               |               |               |               |               |               |               |               |               |               |               |               |               |               |               |               |               |               |               |               |               |               |               |               |               |
| Defensor Cristo Rey | 3 - 1         | Juventud Polobaya   | Complejo Deportivo             | Alto Selva Alegre | 29 de mayo    | 14:50         |               |               |               |               |               |               |               |               |               |               |               |               |               |               |               |               |               |               |               |               |               |               |               |               |               |               |               |               |               |               |               |               |               |
| Juvenil Bellapampa  | 0 - 4         | A. D. Real Católica | El Bosque de Ciudad mi Trabajo | Socabaya          | 29 de mayo    | 11:50         |               |               |               |               |               |               |               |               |               |               |               |               |               |               |               |               |               |               |               |               |               |               |               |               |               |               |               |               |               |               |               |               |               |
| Tercera Fecha       |               |                     |                                |                   |               |               |               |               |               |               |               |               |               |               |               |               |               |               |               |               |               |               |               |               |               |               |               |               |               |               |               |               |               |               |               |               |               |               |               |
| Juventud Polobaya   | 0 - 3         | A. D. Real Católica | Campo deportivo de Polobaya    | Polobaya          | 4 de junio    | 14:50         |               |               |               |               |               |               |               |               |               |               |               |               |               |               |               |               |               |               |               |               |               |               |               |               |               |               |               |               |               |               |               |               |               |
| Juvenil Bellapampa  | 1 - 3         | Defensor Cristo Rey | El Bosque de Ciudad Mi Trabajo | Socabaya          | 4 de junio    | 12:50         |               |               |               |               |               |               |               |               |               |               |               |               |               |               |               |               |               |               |               |               |               |               |               |               |               |               |               |               |               |               |               |               |               |

### Grupo D
| Grupo | Club                    | Distrito  | Condición            |
| ----- | ----------------------- | --------- | -------------------- |
| D     | Atlético Pisco          | Hunter    | Subcampeón Distrital |
| D     | Deportivo Wanders       | Sachaca   | Subcampeón Distrital |
| D     | Deportivo Scorza        | Mollebaya | Campeón Distrital    |
| D     | Deportivo Municipalidad | Yanahuara | Subcampeón Distrital |

| Equipo                  | PJ | PG | PE | PP | GF | GC | DG  | Pts |
| ----------------------- | -- | -- | -- | -- | -- | -- | --- | --- |
| Atlético Pisco          | 3  | 2  | 1  | 0  | 8  | 4  | +4  | 7   |
| Deportivo Municipalidad | 3  | 1  | 2  | 0  | 12 | 4  | +8  | 5   |
| Deportivo Wanders       | 3  | 1  | 1  | 1  | 7  | 4  | +3  | 4   |
| Deportivo Scorza        | 3  | 0  | 0  | 3  | 0  | 15 | -15 | 0   |

| Grupo D                 | Grupo D       | Grupo D                 | Grupo D                | Grupo D       | Grupo D       | Grupo D       | Grupo D       | Grupo D       | Grupo D       | Grupo D       | Grupo D       |               |               |               |               |               |               |               |               |               |               |               |               |               |               |               |               |               |               |               |               |               |               |               |               |               |               |               |               |
| Local                   | Resultado     | Visitante               | Estadio                | Distrito      | Fecha         | Hora          |               |               |               |               |               |               |               |               |               |               |               |               |               |               |               |               |               |               |               |               |               |               |               |               |               |               |               |               |               |               |               |               |               |
| Primera Fecha           | Primera Fecha | Primera Fecha           | Primera Fecha          | Primera Fecha | Primera Fecha | Primera Fecha | Primera Fecha | Primera Fecha | Primera Fecha | Primera Fecha | Primera Fecha | Primera Fecha | Primera Fecha | Primera Fecha | Primera Fecha | Primera Fecha | Primera Fecha | Primera Fecha | Primera Fecha | Primera Fecha | Primera Fecha | Primera Fecha | Primera Fecha | Primera Fecha | Primera Fecha | Primera Fecha | Primera Fecha | Primera Fecha | Primera Fecha | Primera Fecha | Primera Fecha | Primera Fecha | Primera Fecha | Primera Fecha | Primera Fecha | Primera Fecha | Primera Fecha | Primera Fecha | Primera Fecha |
| ----------------------- | ------------- | ----------------------- | ---------------------- | ------------- | ------------- | ------------- | ------------- | ------------- | ------------- | ------------- | ------------- | ------------- | ------------- | ------------- | ------------- | ------------- | ------------- | ------------- | ------------- | ------------- | ------------- | ------------- | ------------- | ------------- | ------------- | ------------- | ------------- | ------------- | ------------- | ------------- | ------------- | ------------- | ------------- | ------------- | ------------- | ------------- | ------------- | ------------- | ------------- |
| Deportivo Wanders       | 5 - 0         | Deportivo Scorza        | Municipal de Sachaca   | Sachaca       | 21 de mayo    | 13:50         |               |               |               |               |               |               |               |               |               |               |               |               |               |               |               |               |               |               |               |               |               |               |               |               |               |               |               |               |               |               |               |               |               |
| Atlético Pisco          | 3 - 3         | Deportivo Municipalidad | Juan Velasco Alvarado  | Hunter        | 22 de mayo    | 12:50         |               |               |               |               |               |               |               |               |               |               |               |               |               |               |               |               |               |               |               |               |               |               |               |               |               |               |               |               |               |               |               |               |               |
| Segunda Fecha           |               |                         |                        |               |               |               |               |               |               |               |               |               |               |               |               |               |               |               |               |               |               |               |               |               |               |               |               |               |               |               |               |               |               |               |               |               |               |               |               |
| Deportivo Municipalidad | 1 - 1         | Deportivo Wanders       | Mariano Melgar         | Arequipa      | 29 de mayo    | 11:50         |               |               |               |               |               |               |               |               |               |               |               |               |               |               |               |               |               |               |               |               |               |               |               |               |               |               |               |               |               |               |               |               |               |
| Deportivo Scorza        | 0 - 2         | Atlético Pisco          | Municipal de Mollebaya | Mollebaya     | 29 de mayo    | 14:50         |               |               |               |               |               |               |               |               |               |               |               |               |               |               |               |               |               |               |               |               |               |               |               |               |               |               |               |               |               |               |               |               |               |
| Tercera Fecha           |               |                         |                        |               |               |               |               |               |               |               |               |               |               |               |               |               |               |               |               |               |               |               |               |               |               |               |               |               |               |               |               |               |               |               |               |               |               |               |               |
| Deportivo Wanders       | 1 - 3         | Atlético Pisco          | Municipal de Sachaca   | Sachaca       | 4 de junio    | 15:00         |               |               |               |               |               |               |               |               |               |               |               |               |               |               |               |               |               |               |               |               |               |               |               |               |               |               |               |               |               |               |               |               |               |
| Deportivo Scorza        | 0 - 8         | Deportivo Municipalidad | Municipal de Mollebaya | Mollebaya     | 4 de junio    | 14:50         |               |               |               |               |               |               |               |               |               |               |               |               |               |               |               |               |               |               |               |               |               |               |               |               |               |               |               |               |               |               |               |               |               |

### Grupo E
| Grupo | Club                        | Distrito             | Condición            |
| ----- | --------------------------- | -------------------- | -------------------- |
| E     | Sporting Piniella           | Yura                 | Campeón Distrital    |
| E     | Atlético Simón Bolívar      | José Luis Bustamante | Campeón Distrital    |
| E     | A. C. D. C. Juventus Melgar | Mariano Melgar       | Campeón Distrital    |
| E     | Los Halcones                | Vítor                | Subcampeón Distrital |

| Equipo                      | PJ | PG | PE | PP | GF | GC | DG  | Pts |
| --------------------------- | -- | -- | -- | -- | -- | -- | --- | --- |
| Atlético Simón Bolívar      | 3  | 2  | 1  | 0  | 17 | 3  | +14 | 7   |
| A. C. D. C. Juventus Melgar | 3  | 2  | 1  | 0  | 8  | 3  | +5  | 7   |
| Sporting Piniella           | 3  | 1  | 0  | 2  | 6  | 10 | -4  | 3   |
| Los Halcones                | 3  | 0  | 0  | 3  | 2  | 17 | -15 | 0   |

| Grupo E                | Grupo E       | Grupo E                | Grupo E                       | Grupo E        | Grupo E       | Grupo E       | Grupo E       | Grupo E       | Grupo E       | Grupo E       | Grupo E       |               |               |               |               |               |               |               |               |               |               |               |               |               |               |               |               |               |               |               |               |               |               |               |               |               |               |               |               |
| Local                  | Resultado     | Visitante              | Estadio                       | Distrito       | Fecha         | Hora          |               |               |               |               |               |               |               |               |               |               |               |               |               |               |               |               |               |               |               |               |               |               |               |               |               |               |               |               |               |               |               |               |               |
| Primera Fecha          | Primera Fecha | Primera Fecha          | Primera Fecha                 | Primera Fecha  | Primera Fecha | Primera Fecha | Primera Fecha | Primera Fecha | Primera Fecha | Primera Fecha | Primera Fecha | Primera Fecha | Primera Fecha | Primera Fecha | Primera Fecha | Primera Fecha | Primera Fecha | Primera Fecha | Primera Fecha | Primera Fecha | Primera Fecha | Primera Fecha | Primera Fecha | Primera Fecha | Primera Fecha | Primera Fecha | Primera Fecha | Primera Fecha | Primera Fecha | Primera Fecha | Primera Fecha | Primera Fecha | Primera Fecha | Primera Fecha | Primera Fecha | Primera Fecha | Primera Fecha | Primera Fecha | Primera Fecha |
| ---------------------- | ------------- | ---------------------- | ----------------------------- | -------------- | ------------- | ------------- | ------------- | ------------- | ------------- | ------------- | ------------- | ------------- | ------------- | ------------- | ------------- | ------------- | ------------- | ------------- | ------------- | ------------- | ------------- | ------------- | ------------- | ------------- | ------------- | ------------- | ------------- | ------------- | ------------- | ------------- | ------------- | ------------- | ------------- | ------------- | ------------- | ------------- | ------------- | ------------- | ------------- |
| Sporting Piniella      | 5 - 1         | Los Halcones           | Olímpico de Ciudad de Dios    | Yura           | 22 de mayo    | 14:50         |               |               |               |               |               |               |               |               |               |               |               |               |               |               |               |               |               |               |               |               |               |               |               |               |               |               |               |               |               |               |               |               |               |
| Atlético Simón Bolívar | 2 - 2         | Juventus Melgar        | Simón Bolívar                 | Bustamante     | 22 de mayo    | 14:50         |               |               |               |               |               |               |               |               |               |               |               |               |               |               |               |               |               |               |               |               |               |               |               |               |               |               |               |               |               |               |               |               |               |
| Segunda Fecha          |               |                        |                               |                |               |               |               |               |               |               |               |               |               |               |               |               |               |               |               |               |               |               |               |               |               |               |               |               |               |               |               |               |               |               |               |               |               |               |               |
| Los Halcones           | 0 - 8         | Atlético Simón Bolívar | Walter Vizcarra               | Vítor          | 28 de mayo    | 14:50         |               |               |               |               |               |               |               |               |               |               |               |               |               |               |               |               |               |               |               |               |               |               |               |               |               |               |               |               |               |               |               |               |               |
| Juventus Melgar        | 2 - 0         | Sporting Piniella      | Complejo Deportivo "Maracaná" | Mariano Melgar | 29 de mayo    | 11:50         |               |               |               |               |               |               |               |               |               |               |               |               |               |               |               |               |               |               |               |               |               |               |               |               |               |               |               |               |               |               |               |               |               |
| Tercera Fecha          |               |                        |                               |                |               |               |               |               |               |               |               |               |               |               |               |               |               |               |               |               |               |               |               |               |               |               |               |               |               |               |               |               |               |               |               |               |               |               |               |
| Atlético Simón Bolívar | 7 - 1         | Sporting Piniella      | Simón Bolívar                 | Bustamante     | 4 de junio    | 15:00         |               |               |               |               |               |               |               |               |               |               |               |               |               |               |               |               |               |               |               |               |               |               |               |               |               |               |               |               |               |               |               |               |               |
| Juventus Melgar        | 4 - 1         | Los Halcones           | Complejo Deportivo "Maracaná" | Mariano Melgar | 4 de junio    | 14:50         |               |               |               |               |               |               |               |               |               |               |               |               |               |               |               |               |               |               |               |               |               |               |               |               |               |               |               |               |               |               |               |               |               |

### Grupo F
| Grupo | Club                   | Distrito   | Condición            |
| ----- | ---------------------- | ---------- | -------------------- |
| F     | Saetas de Oro          | La Joya    | Campeón Distrital    |
| F     | Atlético Villareal     | Socabaya   | Campeón Distrital    |
| F     | Mateo Pumacahua        | Miraflores | Campeón Distrital    |
| F     | Olímpico San Francisco | Characato  | Subcampeón Distrital |

| Equipo                 | PJ | PG | PE | PP | GF | GC | DG | Pts |
| ---------------------- | -- | -- | -- | -- | -- | -- | -- | --- |
| Saetas de Oro          | 3  | 2  | 1  | 0  | 9  | 5  | +4 | 7   |
| Mateo Pumacahua        | 3  | 1  | 1  | 1  | 5  | 6  | -1 | 4   |
| Olímpico San Francisco | 3  | 1  | 0  | 2  | 1  | 3  | -2 | 3   |
| Atlético Villareal     | 3  | 0  | 2  | 1  | 5  | 6  | -1 | 2   |

| Grupo F                | Grupo F       | Grupo F                | Grupo F                        | Grupo F       | Grupo F       | Grupo F       | Grupo F       | Grupo F       | Grupo F       | Grupo F       | Grupo F       |               |               |               |               |               |               |               |               |               |               |               |               |               |               |               |               |               |               |               |               |               |               |               |               |               |               |               |               |
| Local                  | Resultado     | Visitante              | Estadio                        | Distrito      | Fecha         | Hora          |               |               |               |               |               |               |               |               |               |               |               |               |               |               |               |               |               |               |               |               |               |               |               |               |               |               |               |               |               |               |               |               |               |
| Primera Fecha          | Primera Fecha | Primera Fecha          | Primera Fecha                  | Primera Fecha | Primera Fecha | Primera Fecha | Primera Fecha | Primera Fecha | Primera Fecha | Primera Fecha | Primera Fecha | Primera Fecha | Primera Fecha | Primera Fecha | Primera Fecha | Primera Fecha | Primera Fecha | Primera Fecha | Primera Fecha | Primera Fecha | Primera Fecha | Primera Fecha | Primera Fecha | Primera Fecha | Primera Fecha | Primera Fecha | Primera Fecha | Primera Fecha | Primera Fecha | Primera Fecha | Primera Fecha | Primera Fecha | Primera Fecha | Primera Fecha | Primera Fecha | Primera Fecha | Primera Fecha | Primera Fecha | Primera Fecha |
| ---------------------- | ------------- | ---------------------- | ------------------------------ | ------------- | ------------- | ------------- | ------------- | ------------- | ------------- | ------------- | ------------- | ------------- | ------------- | ------------- | ------------- | ------------- | ------------- | ------------- | ------------- | ------------- | ------------- | ------------- | ------------- | ------------- | ------------- | ------------- | ------------- | ------------- | ------------- | ------------- | ------------- | ------------- | ------------- | ------------- | ------------- | ------------- | ------------- | ------------- | ------------- |
| Saetas de Oro          | 2 - 0         | Olímpico San Francisco | Municipal de La Joya           | La Joya       | 22 de mayo    | 14:50         |               |               |               |               |               |               |               |               |               |               |               |               |               |               |               |               |               |               |               |               |               |               |               |               |               |               |               |               |               |               |               |               |               |
| Atlético Villareal     | 2 - 2         | Mateo Pumacahua        | El Bosque de Ciudad mi Trabajo | Socabaya      | 22 de mayo    | 12:50         |               |               |               |               |               |               |               |               |               |               |               |               |               |               |               |               |               |               |               |               |               |               |               |               |               |               |               |               |               |               |               |               |               |
| Segunda Fecha          |               |                        |                                |               |               |               |               |               |               |               |               |               |               |               |               |               |               |               |               |               |               |               |               |               |               |               |               |               |               |               |               |               |               |               |               |               |               |               |               |
| Olímpico San Francisco | 1 - 0         | Atlético Villareal     | José Carpio Alarcón            | Characato     | 29 de mayo    | 13:00         |               |               |               |               |               |               |               |               |               |               |               |               |               |               |               |               |               |               |               |               |               |               |               |               |               |               |               |               |               |               |               |               |               |
| Mateo Pumacahua        | 2 - 4         | Saetas de Oro          | Los Palitos                    | Miraflores    | 29 de mayo    | 15:00         |               |               |               |               |               |               |               |               |               |               |               |               |               |               |               |               |               |               |               |               |               |               |               |               |               |               |               |               |               |               |               |               |               |
| Tercera Fecha          |               |                        |                                |               |               |               |               |               |               |               |               |               |               |               |               |               |               |               |               |               |               |               |               |               |               |               |               |               |               |               |               |               |               |               |               |               |               |               |               |
| Atlético Villareal     | 3 - 3         | Saetas de Oro          | El Bosque de Ciudad mi Trabajo | Socabaya      | 4 de junio    | 15:00         |               |               |               |               |               |               |               |               |               |               |               |               |               |               |               |               |               |               |               |               |               |               |               |               |               |               |               |               |               |               |               |               |               |
| Mateo Pumacahua        | 1 - 0         | Olímpico San Francisco | El Porvenir                    | Miraflores    | 4 de junio    | 14:50         |               |               |               |               |               |               |               |               |               |               |               |               |               |               |               |               |               |               |               |               |               |               |               |               |               |               |               |               |               |               |               |               |               |

### Grupo G
| Grupo | Club                         | Distrito   | Condición            |
| ----- | ---------------------------- | ---------- | -------------------- |
| G     | León Gool Club               | Hunter     | Campeón Distrital    |
| G     | Deportivo Sutega             | La Joya    | Subcampeón Distrital |
| G     | Los Elegantes de Cerro Verde | Uchumayo   | Campeón Distrital    |
| G     | Benito Bonifaz               | Miraflores | Subcampeón Distrital |

| Equipo                       | PJ | PG | PE | PP | GF | GC | DG | Pts |
| ---------------------------- | -- | -- | -- | -- | -- | -- | -- | --- |
| Los Elegantes de Cerro Verde | 3  | 1  | 1  | 0  | 11 | 3  | +8 | 7   |
| Deportivo Sutega             | 3  | 2  | 1  | 0  | 10 | 4  | +6 | 7   |
| Benito Bonifaz               | 3  | 1  | 0  | 2  | 6  | 12 | -6 | 3   |
| León Gool Club               | 3  | 0  | 0  | 3  | 1  | 9  | -8 | 0   |

| Grupo G                      | Grupo G       | Grupo G                      | Grupo G                 | Grupo G       | Grupo G       | Grupo G       | Grupo G       | Grupo G       | Grupo G       | Grupo G       | Grupo G       |               |               |               |               |               |               |               |               |               |               |               |               |               |               |               |               |               |               |               |               |               |               |               |               |               |               |               |               |
| Local                        | Resultado     | Visitante                    | Estadio                 | Distrito      | Fecha         | Hora          |               |               |               |               |               |               |               |               |               |               |               |               |               |               |               |               |               |               |               |               |               |               |               |               |               |               |               |               |               |               |               |               |               |
| Primera Fecha                | Primera Fecha | Primera Fecha                | Primera Fecha           | Primera Fecha | Primera Fecha | Primera Fecha | Primera Fecha | Primera Fecha | Primera Fecha | Primera Fecha | Primera Fecha | Primera Fecha | Primera Fecha | Primera Fecha | Primera Fecha | Primera Fecha | Primera Fecha | Primera Fecha | Primera Fecha | Primera Fecha | Primera Fecha | Primera Fecha | Primera Fecha | Primera Fecha | Primera Fecha | Primera Fecha | Primera Fecha | Primera Fecha | Primera Fecha | Primera Fecha | Primera Fecha | Primera Fecha | Primera Fecha | Primera Fecha | Primera Fecha | Primera Fecha | Primera Fecha | Primera Fecha | Primera Fecha |
| ---------------------------- | ------------- | ---------------------------- | ----------------------- | ------------- | ------------- | ------------- | ------------- | ------------- | ------------- | ------------- | ------------- | ------------- | ------------- | ------------- | ------------- | ------------- | ------------- | ------------- | ------------- | ------------- | ------------- | ------------- | ------------- | ------------- | ------------- | ------------- | ------------- | ------------- | ------------- | ------------- | ------------- | ------------- | ------------- | ------------- | ------------- | ------------- | ------------- | ------------- | ------------- |
| León Gool Club               | 0 - 2         | Benito Bonifaz               | Juan Velasco Alvarado   | Hunter        | 22 de mayo    | 14:50         |               |               |               |               |               |               |               |               |               |               |               |               |               |               |               |               |               |               |               |               |               |               |               |               |               |               |               |               |               |               |               |               |               |
| Deportivo Sutega             | 1 - 1         | Los Elegantes de Cerro Verde | Municipal de La Joya    | La Joya       | 22 de mayo    | 12:50         |               |               |               |               |               |               |               |               |               |               |               |               |               |               |               |               |               |               |               |               |               |               |               |               |               |               |               |               |               |               |               |               |               |
| Segunda Fecha                |               |                              |                         |               |               |               |               |               |               |               |               |               |               |               |               |               |               |               |               |               |               |               |               |               |               |               |               |               |               |               |               |               |               |               |               |               |               |               |               |
| Benito Bonifaz               | 3 - 6         | Deportivo Sutega             | Los Palitos             | Miraflores    | 29 de mayo    | 12:50         |               |               |               |               |               |               |               |               |               |               |               |               |               |               |               |               |               |               |               |               |               |               |               |               |               |               |               |               |               |               |               |               |               |
| Los Elegantes de Cerro Verde | 4 - 1         | León Gool Club               | Segundo Calderón Chávez | Uchumayo      | 29 de mayo    | 15:00         |               |               |               |               |               |               |               |               |               |               |               |               |               |               |               |               |               |               |               |               |               |               |               |               |               |               |               |               |               |               |               |               |               |
| Tercera Fecha                |               |                              |                         |               |               |               |               |               |               |               |               |               |               |               |               |               |               |               |               |               |               |               |               |               |               |               |               |               |               |               |               |               |               |               |               |               |               |               |               |
| Deportivo Sutega             | 3 - 0 (W.O.)  | León Gool Club               | Municipal de La Joya    | La Joya       | 4 de junio    | 11:50         |               |               |               |               |               |               |               |               |               |               |               |               |               |               |               |               |               |               |               |               |               |               |               |               |               |               |               |               |               |               |               |               |               |
| Los Elegantes de Cerro Verde | 6 - 1         | Benito Bonifaz               | La Estación             | Uchumayo      | 4 de junio    | 12:50         |               |               |               |               |               |               |               |               |               |               |               |               |               |               |               |               |               |               |               |               |               |               |               |               |               |               |               |               |               |               |               |               |               |

### Grupo H
| Grupo | Club               | Distrito             | Condición            |
| ----- | ------------------ | -------------------- | -------------------- |
| H     | Estrella Solitaria | Alto Selva Alegre    | Campeón Distrital    |
| H     | A. C. El Inter     | Sachaca              | Campeón Distrital    |
| H     | Parish FC          | Tiabaya              | Subcampeón Distrital |
| H     | Alas Peruanas      | José Luis Bustamante | Subcampeón Distrital |

| Equipo             | PJ | PG | PE | PP | GF | GC | DG | Pts |
| ------------------ | -- | -- | -- | -- | -- | -- | -- | --- |
| Parish F. C.       | 3  | 2  | 1  | 0  | 4  | 2  | +2 | 7   |
| Estrella Solitaria | 3  | 2  | 0  | 1  | 3  | 1  | +2 | 6   |
| Alas Peruanas      | 3  | 1  | 1  | 1  | 2  | 2  | 0  | 4   |
| A. C. El Inter     | 3  | 0  | 0  | 3  | 0  | 4  | -4 | 0   |

| Grupo H            | Grupo H       | Grupo H            | Grupo H              | Grupo H           | Grupo H       | Grupo H       | Grupo H       | Grupo H       | Grupo H       | Grupo H       | Grupo H       |               |               |               |               |               |               |               |               |               |               |               |               |               |               |               |               |               |               |               |               |               |               |               |               |               |               |               |               |
| Local              | Resultado     | Visitante          | Estadio              | Distrito          | Fecha         | Hora          |               |               |               |               |               |               |               |               |               |               |               |               |               |               |               |               |               |               |               |               |               |               |               |               |               |               |               |               |               |               |               |               |               |
| Primera Fecha      | Primera Fecha | Primera Fecha      | Primera Fecha        | Primera Fecha     | Primera Fecha | Primera Fecha | Primera Fecha | Primera Fecha | Primera Fecha | Primera Fecha | Primera Fecha | Primera Fecha | Primera Fecha | Primera Fecha | Primera Fecha | Primera Fecha | Primera Fecha | Primera Fecha | Primera Fecha | Primera Fecha | Primera Fecha | Primera Fecha | Primera Fecha | Primera Fecha | Primera Fecha | Primera Fecha | Primera Fecha | Primera Fecha | Primera Fecha | Primera Fecha | Primera Fecha | Primera Fecha | Primera Fecha | Primera Fecha | Primera Fecha | Primera Fecha | Primera Fecha | Primera Fecha | Primera Fecha |
| ------------------ | ------------- | ------------------ | -------------------- | ----------------- | ------------- | ------------- | ------------- | ------------- | ------------- | ------------- | ------------- | ------------- | ------------- | ------------- | ------------- | ------------- | ------------- | ------------- | ------------- | ------------- | ------------- | ------------- | ------------- | ------------- | ------------- | ------------- | ------------- | ------------- | ------------- | ------------- | ------------- | ------------- | ------------- | ------------- | ------------- | ------------- | ------------- | ------------- | ------------- |
| Estrella Solitaria | 0 - 1         | Parish F. C.       | Complejo Deportivo   | Alto Selva Alegre | 22 de mayo    | 14:50         |               |               |               |               |               |               |               |               |               |               |               |               |               |               |               |               |               |               |               |               |               |               |               |               |               |               |               |               |               |               |               |               |               |
| Alas Peruanas      | 1 - 0         | A. C. El Inter     | Simón Bolívar        | Bustamante        | 22 de mayo    | 12:50         |               |               |               |               |               |               |               |               |               |               |               |               |               |               |               |               |               |               |               |               |               |               |               |               |               |               |               |               |               |               |               |               |               |
| Segunda Fecha      |               |                    |                      |                   |               |               |               |               |               |               |               |               |               |               |               |               |               |               |               |               |               |               |               |               |               |               |               |               |               |               |               |               |               |               |               |               |               |               |               |
| Parish F. C.       | 1 - 1         | Alas Peruanas      | Municipal de Tiabaya | Tiabaya           | 29 de mayo    | 14:50         |               |               |               |               |               |               |               |               |               |               |               |               |               |               |               |               |               |               |               |               |               |               |               |               |               |               |               |               |               |               |               |               |               |
| A. C. El Inter     | 0 - 2         | Estrella Solitaria | Municipal de Sachaca | Sachaca           | 29 de mayo    | 14:50         |               |               |               |               |               |               |               |               |               |               |               |               |               |               |               |               |               |               |               |               |               |               |               |               |               |               |               |               |               |               |               |               |               |
| Tercera Fecha      |               |                    |                      |                   |               |               |               |               |               |               |               |               |               |               |               |               |               |               |               |               |               |               |               |               |               |               |               |               |               |               |               |               |               |               |               |               |               |               |               |
| Alas Peruanas      | 0 - 1         | Estrella Solitaria | Simón Bolívar        | Bustamante        | 4 de junio    | 12:50         |               |               |               |               |               |               |               |               |               |               |               |               |               |               |               |               |               |               |               |               |               |               |               |               |               |               |               |               |               |               |               |               |               |
| A. C. El Inter     | 1 - 2         | Parish F. C.       | Municipal de Sachaca | Sachaca           | 4 de junio    | 12:50         |               |               |               |               |               |               |               |               |               |               |               |               |               |               |               |               |               |               |               |               |               |               |               |               |               |               |               |               |               |               |               |               |               |

### Grupo I
| Grupo | Club                                   | Distrito   | Condición            |
| ----- | -------------------------------------- | ---------- | -------------------- |
| I     | Deportivo Los Signos                   | Yura       | Subcampeón Distrital |
| I     | Escuela Municipal Deportivo Binacional | Paucarpata | Campeón Distrital    |
| I     | San José                               | Yanahuara  | Campeón Distrital    |
| I     | Porvenir Cerrillo                      | Characato  | Campeón Distrital    |

| Equipo                                 | PJ | PG | PE | PP | GF | GC | DG | Pts |
| -------------------------------------- | -- | -- | -- | -- | -- | -- | -- | --- |
| Escuela Municipal Deportivo Binacional | 3  | 3  | 0  | 0  | 6  | 2  | +4 | 9   |
| Deportivo Los Signos                   | 3  | 2  | 0  | 1  | 6  | 2  | +4 | 6   |
| San José                               | 3  | 1  | 0  | 2  | 7  | 8  | -1 | 3   |
| Porvenir Cerrillo                      | 3  | 0  | 0  | 3  | 4  | 11 | -7 | 0   |

| Grupo I                                | Grupo I       | Grupo I                                | Grupo I                    | Grupo I       | Grupo I       | Grupo I       | Grupo I       | Grupo I       | Grupo I       | Grupo I       | Grupo I       |               |               |               |               |               |               |               |               |               |               |               |               |               |               |               |               |               |               |               |               |               |               |               |               |               |               |               |               |
| Local                                  | Resultado     | Visitante                              | Estadio                    | Distrito      | Fecha         | Hora          |               |               |               |               |               |               |               |               |               |               |               |               |               |               |               |               |               |               |               |               |               |               |               |               |               |               |               |               |               |               |               |               |               |
| Primera Fecha                          | Primera Fecha | Primera Fecha                          | Primera Fecha              | Primera Fecha | Primera Fecha | Primera Fecha | Primera Fecha | Primera Fecha | Primera Fecha | Primera Fecha | Primera Fecha | Primera Fecha | Primera Fecha | Primera Fecha | Primera Fecha | Primera Fecha | Primera Fecha | Primera Fecha | Primera Fecha | Primera Fecha | Primera Fecha | Primera Fecha | Primera Fecha | Primera Fecha | Primera Fecha | Primera Fecha | Primera Fecha | Primera Fecha | Primera Fecha | Primera Fecha | Primera Fecha | Primera Fecha | Primera Fecha | Primera Fecha | Primera Fecha | Primera Fecha | Primera Fecha | Primera Fecha | Primera Fecha |
| -------------------------------------- | ------------- | -------------------------------------- | -------------------------- | ------------- | ------------- | ------------- | ------------- | ------------- | ------------- | ------------- | ------------- | ------------- | ------------- | ------------- | ------------- | ------------- | ------------- | ------------- | ------------- | ------------- | ------------- | ------------- | ------------- | ------------- | ------------- | ------------- | ------------- | ------------- | ------------- | ------------- | ------------- | ------------- | ------------- | ------------- | ------------- | ------------- | ------------- | ------------- | ------------- |
| Deportivo Los Signos                   | 4 - 0         | Porvenir Cerrillo                      | Olímpico de Ciudad de Dios | Yura          | 22 de mayo    | 12:50         |               |               |               |               |               |               |               |               |               |               |               |               |               |               |               |               |               |               |               |               |               |               |               |               |               |               |               |               |               |               |               |               |               |
| Escuela Municipal Deportivo Binacional | 3 - 1         | San José                               | Pedro P. Díaz              | Paucarpata    | 22 de mayo    | 14:50         |               |               |               |               |               |               |               |               |               |               |               |               |               |               |               |               |               |               |               |               |               |               |               |               |               |               |               |               |               |               |               |               |               |
| Segunda Fecha                          |               |                                        |                            |               |               |               |               |               |               |               |               |               |               |               |               |               |               |               |               |               |               |               |               |               |               |               |               |               |               |               |               |               |               |               |               |               |               |               |               |
| Porvenir Cerrillo                      | 1 - 2         | Escuela Municipal Deportivo Binacional | José Carpio Alarcón        | Characato     | 29 de mayo    | 10:50         |               |               |               |               |               |               |               |               |               |               |               |               |               |               |               |               |               |               |               |               |               |               |               |               |               |               |               |               |               |               |               |               |               |
| San José                               | 1 - 2         | Deportivo Los Signos                   | Mariano Melgar             | Arequipa      | 29 de mayo    | 14:00         |               |               |               |               |               |               |               |               |               |               |               |               |               |               |               |               |               |               |               |               |               |               |               |               |               |               |               |               |               |               |               |               |               |
| Tercera Fecha                          |               |                                        |                            |               |               |               |               |               |               |               |               |               |               |               |               |               |               |               |               |               |               |               |               |               |               |               |               |               |               |               |               |               |               |               |               |               |               |               |               |
| Escuela Municipal Deportivo Binacional | 1 - 0         | Deportivo Los Signos                   | Pedro P. Díaz              | Paucarpata    | 4 de junio    | 14:50         |               |               |               |               |               |               |               |               |               |               |               |               |               |               |               |               |               |               |               |               |               |               |               |               |               |               |               |               |               |               |               |               |               |
| San José                               | 5 - 3         | Porvenir Cerrillo                      | Mariano Melgar             | Arequipa      | 4 de junio    | 12:50         |               |               |               |               |               |               |               |               |               |               |               |               |               |               |               |               |               |               |               |               |               |               |               |               |               |               |               |               |               |               |               |               |               |

### Grupo J
| Grupo | Club                  | Distrito       | Condición            |
| ----- | --------------------- | -------------- | -------------------- |
| J     | F. B. C. Aurora       | Arequipa       | Campeón Distrital    |
| J     | Juventud Bolognesi    | Tiabaya        | Campeón Distrital    |
| J     | Deportivo Los Ángeles | Cayma          | Subcampeón Distrital |
| J     | Unión Libertad        | Cerro Colorado | Campeón Distrital    |

| Equipo                | PJ | PG | PE | PP | GF | GC | DG | Pts |
| --------------------- | -- | -- | -- | -- | -- | -- | -- | --- |
| Deportivo Los Ángeles | 3  | 2  | 1  | 0  | 7  | 3  | +4 | 7   |
| F. B. C. Aurora       | 3  | 2  | 1  | 0  | 5  | 1  | +4 | 7   |
| Juventud Bolognesi    | 3  | 1  | 0  | 2  | 2  | 5  | -3 | 3   |
| Unión Libertad        | 3  | 0  | 0  | 3  | 3  | 8  | -5 | 0   |

| Grupo J               | Grupo J       | Grupo J               | Grupo J              | Grupo J        | Grupo J       | Grupo J       | Grupo J       | Grupo J       | Grupo J       | Grupo J       | Grupo J       |               |               |               |               |               |               |               |               |               |               |               |               |               |               |               |               |               |               |               |               |               |               |               |               |               |               |               |               |
| Local                 | Resultado     | Visitante             | Estadio              | Distrito       | Fecha         | Hora          |               |               |               |               |               |               |               |               |               |               |               |               |               |               |               |               |               |               |               |               |               |               |               |               |               |               |               |               |               |               |               |               |               |
| Primera Fecha         | Primera Fecha | Primera Fecha         | Primera Fecha        | Primera Fecha  | Primera Fecha | Primera Fecha | Primera Fecha | Primera Fecha | Primera Fecha | Primera Fecha | Primera Fecha | Primera Fecha | Primera Fecha | Primera Fecha | Primera Fecha | Primera Fecha | Primera Fecha | Primera Fecha | Primera Fecha | Primera Fecha | Primera Fecha | Primera Fecha | Primera Fecha | Primera Fecha | Primera Fecha | Primera Fecha | Primera Fecha | Primera Fecha | Primera Fecha | Primera Fecha | Primera Fecha | Primera Fecha | Primera Fecha | Primera Fecha | Primera Fecha | Primera Fecha | Primera Fecha | Primera Fecha | Primera Fecha |
| --------------------- | ------------- | --------------------- | -------------------- | -------------- | ------------- | ------------- | ------------- | ------------- | ------------- | ------------- | ------------- | ------------- | ------------- | ------------- | ------------- | ------------- | ------------- | ------------- | ------------- | ------------- | ------------- | ------------- | ------------- | ------------- | ------------- | ------------- | ------------- | ------------- | ------------- | ------------- | ------------- | ------------- | ------------- | ------------- | ------------- | ------------- | ------------- | ------------- | ------------- |
| FBC Aurora            | 2 - 0         | Unión Libertad        | Mariano Melgar       | Arequipa       | 21 de mayo    | 15:15         |               |               |               |               |               |               |               |               |               |               |               |               |               |               |               |               |               |               |               |               |               |               |               |               |               |               |               |               |               |               |               |               |               |
| Juventud Bolognesi    | 0 - 2         | Deportivo Los Ángeles | Municipal de Tiabaya | Tiabaya        | 22 de mayo    | 14:50         |               |               |               |               |               |               |               |               |               |               |               |               |               |               |               |               |               |               |               |               |               |               |               |               |               |               |               |               |               |               |               |               |               |
| Segunda Fecha         |               |                       |                      |                |               |               |               |               |               |               |               |               |               |               |               |               |               |               |               |               |               |               |               |               |               |               |               |               |               |               |               |               |               |               |               |               |               |               |               |
| Unión Libertad        | 1 - 2         | Juventud Bolognesi    | Arturo Díaz Huerta   | Cerro Colorado | 29 de mayo    | 12:50         |               |               |               |               |               |               |               |               |               |               |               |               |               |               |               |               |               |               |               |               |               |               |               |               |               |               |               |               |               |               |               |               |               |
| Deportivo Los Ángeles | 1 - 1         | FBC Aurora            | Municipal La Tomilla | Cayma          | 29 de mayo    | 15:00         |               |               |               |               |               |               |               |               |               |               |               |               |               |               |               |               |               |               |               |               |               |               |               |               |               |               |               |               |               |               |               |               |               |
| Tercera Fecha         |               |                       |                      |                |               |               |               |               |               |               |               |               |               |               |               |               |               |               |               |               |               |               |               |               |               |               |               |               |               |               |               |               |               |               |               |               |               |               |               |
| Juventud Bolognesi    | 0 - 2         | FBC Aurora            | Municipal de Tiabaya | Tiabaya        | 4 de junio    | 14:20         |               |               |               |               |               |               |               |               |               |               |               |               |               |               |               |               |               |               |               |               |               |               |               |               |               |               |               |               |               |               |               |               |               |
| Deportivo Los Ángeles | 4 - 2         | Unión Libertad        | Municipal La Tomilla | Cayma          | 4 de junio    | 15:10         |               |               |               |               |               |               |               |               |               |               |               |               |               |               |               |               |               |               |               |               |               |               |               |               |               |               |               |               |               |               |               |               |               |

### Mejores segundos
Entre los equipos que alcanzaran el segundo lugar de sus respectivos grupos, clasifican además de los primeros, seis mejores segundos.
| Equipo                      | Grupo | PJ | PG | PE | PP | GF | GC | Dif | Pts |
| --------------------------- | ----- | -- | -- | -- | -- | -- | -- | --- | --- |
| Deportivo Sutega            | G     | 3  | 2  | 1  | 0  | 10 | 4  | +6  | 7   |
| A. C. D. C. Juventus Melgar | E     | 3  | 2  | 1  | 0  | 8  | 3  | +5  | 7   |
| FBC Aurora                  | J     | 3  | 2  | 1  | 0  | 5  | 1  | +4  | 7   |
| Deportivo Los Signos        | I     | 3  | 2  | 0  | 1  | 6  | 2  | +4  | 6   |
| Estrella Solitaria          | H     | 3  | 2  | 0  | 1  | 3  | 1  | +2  | 6   |
| Defensor Cristo Rey         | C     | 3  | 2  | 0  | 1  | 8  | 10 | -2  | 6   |
| Deportivo Municipalidad     | D     | 3  | 1  | 2  | 0  | 12 | 4  | +8  | 5   |
| Unión Salaverry             | A     | 3  | 1  | 2  | 0  | 8  | 4  | +4  | 5   |
| Mateo Pumacahua             | F     | 3  | 1  | 1  | 1  | 5  | 6  | -1  | 4   |
| Transportes Del Carpio      | B     | 2  | 1  | 0  | 1  | 2  | 1  | +1  | 3   |

## Segunda fase
Consta de partidos de ida y vuelta de eliminación directa. El equipo que tenga más puntos pasa a la tercera fase. En caso de que empaten en puntos se tomara en cuenta la cantidad de goles de visita que hagan.
Participantes
| Club                                   | Distrito          | Estadio                                 | Director Técnico  |
| -------------------------------------- | ----------------- | --------------------------------------- | ----------------- |
| Estrella Solitaria                     | Alto Selva Alegre | Complejo Deportivo de Alto Selva Alegre |                   |
| Defensor Cristo Rey                    | Alto Selva Alegre | Complejo Deportivo de Alto Selva Alegre | Javier Tenorio    |
| White Star                             | Arequipa          | Mariano Melgar                          | Víctor Gutiérrez  |
| F. B. C. Aurora                        | Arequipa          | Mariano Melgar                          | Nikol Prado       |
| Atlético Simón Bolívar                 | Bustamante        | Simón Bolívar                           |                   |
| A. D. Real Católica                    | Cayma             | Municipal La Tomilla                    | Rubén Herrera     |
| Deportivo Los Ángeles                  | Cayma             | Municipal La Tomilla                    | Walter Zevallos   |
| Atlético Pisco                         | Hunter            | Juan Velasco Alvarado                   | Ariel Paz         |
| Saetas de Oro                          | La Joya           | Municipal de La Joya                    | Oscar Arrieta     |
| Deportivo Sutega                       | La Joya           | Municipal de La Joya                    | Raúl Obando       |
| Sport Magallanes                       | Mariano Melgar    | Complejo Deportivo "Maracaná"           | Pocho Yauri       |
| A. C. D. C. Juventus Melgar            | Mariano Melgar    | Complejo Deportivo "Maracaná"           | Jorge Lazo        |
| Escuela Municipal Deportivo Binacional | Paucarpata        | Pedro P. Díaz                           | Luis Flores       |
| Parish F. C.                           | Tiabaya           | Municipal de Tiabaya                    | César Rueda       |
| Los Elegantes de Cerro Verde           | Uchumayo          | La Estación                             | Ariel Paz         |
| Deportivo Los Signos                   | Yura              | Olímpico de Ciudad de Dios              | Fortunato Muñuico |

### Llave I
| 12 de junio de 2016, 12:50 | Deportivo Los Ángeles | 0:5 (0:3) | Escuela Municipal Deportivo Binacional                       | Estadio Municipal La Tomilla, Cayma                     |                                                         |
|                            |                       |           | Andy Polar · Diego Escuza · Eduardo Torres · Hriston Paredes | Asistencia: 955 espectadores Árbitro(s): Jorge Martínez | Asistencia: 955 espectadores Árbitro(s): Jorge Martínez |

| 15 de junio de 2016, 14:20 | Escuela Municipal Deportivo Binacional                                  | 5:0 (3:0) | Deportivo Los Ángeles | Estadio Pedro P. Díaz, Paucarpata                      |                                                        |
|                            | John Fajardo · Diego Escuza · Henry Meléndez · Renzo Valdez · Jesús Rey |           |                       | Asistencia: 195 espectadores Árbitro(s): Carlo Márquez | Asistencia: 195 espectadores Árbitro(s): Carlo Márquez |

### Llave II
| 12 de junio de 2016, 14:50 | Deportivo Sutega                       | 4:3 (4:2) | Atlético Simón Bolívar     | Estadio Municipal de La Joya, La Joya                  |                                                        |
|                            | Adhemir Villavicencio · Jean Valcárcel |           | Jorge Zuca · Ángel Almonte | Asistencia: 500 espectadores Árbitro(s): James Zegarra | Asistencia: 500 espectadores Árbitro(s): James Zegarra |

| 15 de junio de 2016, 13:50 | Atlético Simón Bolívar | 0:1 (0:0) | Deportivo Sutega   | Estadio Simón Bolívar, José Luis Bustamante y Rivero    |                                                         |
|                            |                        |           | Angelo Álvarez 20' | Asistencia: 169 espectadores Árbitro(s): Marco Casillas | Asistencia: 169 espectadores Árbitro(s): Marco Casillas |

### Llave III
| 12 de junio de 2016, 15:00 | A. D. Real Católica                                        | 3:3 (0:1) | Saetas de Oro                              | Estadio Municipal La Tomilla, Cayma                   |                                                       |
|                            | Kevin Vizcarra 59' · Christian Pastor 70' · Luis Machi 81' |           | Harold Talavera 43' 67' · Abraham Vera 74' | Asistencia: 955 espectadores Árbitro(s): Elvis Aliaga | Asistencia: 955 espectadores Árbitro(s): Elvis Aliaga |

| 15 de junio de 2016, 14:20 | Saetas de Oro                                                | 3(7):3(6) (1:1) | A. D. Real Católica                                                  | Estadio Municipal de La Joya, La Joya                   |                                                         |
|                            | Anthony Murillo 70' · Franklin Aguilar 70' · Abraham Vera 7' |                 | Sebastían Cateriano 70' · Christian Guerra 70' · Christian Pastor 7' | Asistencia: 381 espectadores Árbitro(s): Paúl Adriazola | Asistencia: 381 espectadores Árbitro(s): Paúl Adriazola |

### Llave IV
| 12 de junio de 2016, 14:00 | Juventus Melgar                            | 2:2 (0:0) | F. B. C. Aurora                | Complejo Deportivo "Maracaná", Mariano Melgar          |                                                        |
|                            | Luis Salazar (Autogol) · Anthony Rodríguez |           | Luis Pastor · Giovani Valdivia | Asistencia: 300 espectadores Árbitro(s): Carlo Márquez | Asistencia: 300 espectadores Árbitro(s): Carlo Márquez |

| 15 de junio de 2016, 14:30 | F. B. C. Aurora                | 2:0 (1:0) | Juventus Melgar | Estadio Mariano Melgar, Arequipa                          |                                                           |
|                            | Luis Pastor · Giovani Valdivia |           |                 | Asistencia: 253 espectadores Árbitro(s): Priscila Vásquez | Asistencia: 253 espectadores Árbitro(s): Priscila Vásquez |

### Llave V
| 12 de junio de 2016, 09:50 | Atlético Pisco | 0:5 (0:1) | White Star                                                                                               | Estadio Juan Velasco Alvarado, Hunter                    |                                                          |
|                            |                |           | Yerald Peraltilla 21' · Diego Llerena 50' · Gustavo Palacios 53' · Carlos Yucra 82' · Paulo Aparicio 88' | Asistencia: 50 espectadores Árbitro(s): Priscila Vásquez | Asistencia: 50 espectadores Árbitro(s): Priscila Vásquez |

| 15 de junio de 2016, 11:50 | White Star                      | 4:0 (2:0) | Atlético Pisco | Estadio Mariano Melgar, Arequipa                      |                                                       |
|                            | Carlos Yucra · Gustavo Palacios |           |                | Asistencia: 253 espectadores Árbitro(s): Flavio Ponce | Asistencia: 253 espectadores Árbitro(s): Flavio Ponce |

### Llave VI
| 12 de junio de 2016, 14:50 | Los Elegantes de Cerro Verde | 1:1 (1:0) | Estrella Solitaria | Estadio Segundo Calderón de Congata, Uchumayo          |                                                        |
|                            | Steve Barrios                |           | Jimmy Méndez       | Asistencia: 80 espectadores Árbitro(s): Paúl Adriazola | Asistencia: 80 espectadores Árbitro(s): Paúl Adriazola |

| 15 de junio de 2016, 14:30 | Estrella Solitaria | 1:2 (1:0) | Los Elegantes de Cerro Verde | Complejo Deportivo de Alto Selva Alegre, Alto Selva Alegre |                                                         |
|                            | Jimmy Méndez       |           | César Moscoso                | Asistencia: 134 espectadores Árbitro(s): Jorge Martínez    | Asistencia: 134 espectadores Árbitro(s): Jorge Martínez |

### Llave VII
| 12 de junio de 2016, 11:50 | Deportivo Los Signos         | 2:3 (1:3) | Parish F. C.                                     | Estadio Olímpico de Ciudad de Dios, Yura              |                                                       |
|                            | Rony Peñalva · Frank Bolívar |           | Ivoi Alvarado · Víctor Vásquez · Olivier Sánchez | Asistencia: 50 espectadores Árbitro(s): Miguel Melgar | Asistencia: 50 espectadores Árbitro(s): Miguel Melgar |

| 15 de junio de 2016, 14:20 | Parish F. C. | 0:1 (0:0) | Deportivo Los Signos | Estadio Municipal de Tiabaya, Tiabaya              |                                                    |
|                            |              |           | Julio Chachaqui      | Asistencia: 98 espectadores Árbitro(s): Erick Roig | Asistencia: 98 espectadores Árbitro(s): Erick Roig |

### Llave VIII
| 12 de junio de 2016, 11:50 | Sport Magallanes                       | 2:1 (2:1) | Defensor Cristo Rey    | Complejo Deportivo "Maracaná", Mariano Melgar           |                                                         |
|                            | Jerson Calcina 10' · Manuel Ayerbe 16' |           | Christian Ticona 45+2' | Asistencia: 100 espectadores Árbitro(s): Marco Casillas | Asistencia: 100 espectadores Árbitro(s): Marco Casillas |

| 15 de junio de 2016, 11:50 | Defensor Cristo Rey | 1:3 (0:2) | Sport Magallanes                                  | Complejo Deportivo de Alto Selva Alegre, Alto Selva Alegre |                                                    |
|                            | Jaime Alejo         |           | Faustino Mamani · Maycol Huanqui · Jerson Calcina | Asistencia: 134 espectadores Árbitro(s): José Díaz         | Asistencia: 134 espectadores Árbitro(s): José Díaz |

## Tercera fase
Consta de un partido único de eliminación a jugarse en el Estadio Melgar. En caso de empate en tiempo reglamentario habrán tiros penales.
Participantes
| Club                                   | Distrito       | Director Técnico  | Patrocinador Principal                  |
| -------------------------------------- | -------------- | ----------------- | --------------------------------------- |
| White Star                             | Arequipa       | Víctor Gutiérrez  |                                         |
| F. B. C. Aurora                        | Arequipa       | Nikol Prado       | Marquisa Contratistas Generales S.A.C.  |
| Saetas de Oro                          | La Joya        | José Luis Vásquez | Servicios Generales de Construcción SRL |
| Deportivo Sutega                       | La Joya        | Raúl Obando       | Ferretería Venegas                      |
| Sport Magallanes                       | Mariano Melgar | Pocho Yauri       |                                         |
| Escuela Municipal Deportivo Binacional | Paucarpata     | Luis Flores       | Empresa Turismo San Martín              |
| Parish F. C.                           | Tiabaya        | César Rueda       | EYLECS                                  |
| Los Elegantes de Cerro Verde           | Uchumayo       | Ariel Paz         |                                         |

### Llave I
| 19 de junio de 2016, 11:30 | Parish F. C. | 1(3):1(4) (1:0) | Sport Magallanes | Estadio Mariano Melgar, Arequipa |  |
|                            | Osmar Muñoz  |                 | Víctor Bedregal  |                                  |  |

### Llave II
| 19 de junio de 2016, 09:00 | White Star                 | 2(4):2(5) (0:1) | Los Elegantes de Cerro Verde    | Estadio Mariano Melgar, Arequipa |  |
|                            | José Zúñiga · Carlos Yucra |                 | César Moscoso · Pier Echevarría |                                  |  |

### Llave III
| 18 de junio de 2016, 11:50 | F. B. C. Aurora   | 1:3 (0:1) | Deportivo Sutega                                  | Estadio Mariano Melgar, Arequipa |                          |
|                            | Edward Romero 50' |           | Adhemir Villavicencio 41' 65' · Gilbert Ocola 67' | Árbitro(s): César Allasi         | Árbitro(s): César Allasi |

| 21         | POR        | Denilson Callpa   |       |
| 4          | DEF        | Renato Valdivia   |       |
| 23         | DEF        | Jesús Requena     |       |
| 16         | DEF        | Luis Salazar      |       |
| 3          | DEF        | Eduardo Fuentes   |       |
| 8          | MED        | Aléxis Burga      |       |
| 25         | MED        | Edgar Torres      | Salió |
| 20         | MED        | Luis Pastor       |       |
| 11         | MED        | Giovanni Valdivia | Salió |
| 18         | DEL        | Edward Romero     |       |
| 7          | DEL        | Hernán Gutiérrez  |       |
| Entrenador | Entrenador | Nikol Prado       |       |

| 1          | POR        | José Moscoso          |       |
| 13         | DEF        | Christian Coronel     |       |
| 2          | DEF        | Ramiro Benavente      |       |
| 4          | DEF        | Irvin Begazo          |       |
| 14         | DEF        | César Saravia         |       |
| 15         | MED        | Gean Pierre Cervantes |       |
| 6          | MED        | Angelo Álvarez        |       |
| 11         | MED        | Robert Chávez         | Salió |
| 7          | MED        | Carlos Coronel        |       |
| 16         | DEL        | Adhemir Villavicencio |       |
| 3          | DEL        | Gilbert Ocola         | Salió |
| Entrenador | Entrenador | Raúl Obando           |       |

| 5  | MED | Rogelio Gonzáles   | Entró |
| 13 | DEF | Arnaldo Cabanillas | Entró |

| 10 | MED | Jean Valcárcel | Entró |
| 12 | DEF | Pablo Yauri    | Entró |

| Anotado | 50' | Edward Romero | 1-1 |

| Anotado | 41' | Adhemir Villavicencio | 0-1 |
| Anotado | 65' | Adhemir Villavicencio | 1-2 |
| Anotado | 67' | Gilbert Ocola         | 1-2 |

| Árbitro             | Cesar Allasi  |
| Árbitros asistentes | Miguel Melgar |
| Árbitros asistentes | James Zegarra |

| 21         | POR        | Denilson Callpa   |       |
| 4          | DEF        | Renato Valdivia   |       |
| 23         | DEF        | Jesús Requena     |       |
| 16         | DEF        | Luis Salazar      |       |
| 3          | DEF        | Eduardo Fuentes   |       |
| 8          | MED        | Aléxis Burga      |       |
| 25         | MED        | Edgar Torres      | Salió |
| 20         | MED        | Luis Pastor       |       |
| 11         | MED        | Giovanni Valdivia | Salió |
| 18         | DEL        | Edward Romero     |       |
| 7          | DEL        | Hernán Gutiérrez  |       |
| Entrenador | Entrenador | Nikol Prado       |       |

| 1          | POR        | José Moscoso          |       |
| 13         | DEF        | Christian Coronel     |       |
| 2          | DEF        | Ramiro Benavente      |       |
| 4          | DEF        | Irvin Begazo          |       |
| 14         | DEF        | César Saravia         |       |
| 15         | MED        | Gean Pierre Cervantes |       |
| 6          | MED        | Angelo Álvarez        |       |
| 11         | MED        | Robert Chávez         | Salió |
| 7          | MED        | Carlos Coronel        |       |
| 16         | DEL        | Adhemir Villavicencio |       |
| 3          | DEL        | Gilbert Ocola         | Salió |
| Entrenador | Entrenador | Raúl Obando           |       |

| 5  | MED | Rogelio Gonzáles   | Entró |
| 13 | DEF | Arnaldo Cabanillas | Entró |

| 10 | MED | Jean Valcárcel | Entró |
| 12 | DEF | Pablo Yauri    | Entró |

| Anotado | 50' | Edward Romero | 1-1 |

| Anotado | 41' | Adhemir Villavicencio | 0-1 |
| Anotado | 65' | Adhemir Villavicencio | 1-2 |
| Anotado | 67' | Gilbert Ocola         | 1-2 |

| Árbitro             | Cesar Allasi  |
| Árbitros asistentes | Miguel Melgar |
| Árbitros asistentes | James Zegarra |

### Llave IV
| 18 de junio de 2016, 14:30 | Escuela Municipal Deportivo Binacional | 2:0 (1:0) | Saetas de Oro | Estadio Mariano Melgar, Arequipa |                           |
|                            | Diego Escuza 31' · Jesús Rey 50'       |           |               | Árbitro(s): James Zegarra        | Árbitro(s): James Zegarra |

| 12         | POR        | Jean Paúl Torres  |       |
| 30         | DEF        | John Fajardo      |       |
| 3          | DEF        | Carlos Aspilcueta |       |
| 15         | DEF        | Junior Chumbiray  |       |
| 13         | DEF        | Renato Abarca     |       |
| 10         | MED        | Eduardo Torres    |       |
| 8          | MED        | Yorkman Tello     | Salió |
| 7          | MED        | Aléxis Cornejo    |       |
| 17         | MED        | Andy Polar        |       |
| 9          | DEL        | Diego Escuza      | Salió |
| 20         | DEL        | Henry Meléndez    | Salió |
| Entrenador | Entrenador | Luis Flores       |       |

| 21         | POR        | Helbert Manco     |       |
| 6          | DEF        | José Ramírez      |       |
| 13         | DEF        | Carlos Coveñas    |       |
| 3          | DEF        | Christian Loayza  |       |
| 14         | DEF        | Jesús Vera        |       |
| 11         | MED        | Brayan Pasache    | Salió |
| 7          | MED        | Anthony Murillo   |       |
| 12         | MED        | Franklin Aguilar  |       |
| 15         | MED        | Héctor Cabrera    |       |
| 5          | DEL        | Christian Carrión | Salió |
| 9          | DEL        | Edgar Romaní      |       |
| Entrenador | Entrenador | José Luis Vásquez |       |

| 11 | DEL | Jesús Rey          | Entró |
| 6  | DEF | Carlos Choquecondo | Entró |
| 29 | DEL | Renzo Valdez       | Entró |

| 2  | DEF | Sebastían Chávez | Entró |
| 16 | DEL | Harold Talavera  | Entró |

| Anotado | 31' | Diego Escuza | 1-0 |
| Anotado | 50' | Jesús Rey    | 2-0 |

| Árbitro             | James Zegarra |
| Árbitros asistentes | Miguel Melgar |
| Árbitros asistentes | César Allasi  |

| 12         | POR        | Jean Paúl Torres  |       |
| 30         | DEF        | John Fajardo      |       |
| 3          | DEF        | Carlos Aspilcueta |       |
| 15         | DEF        | Junior Chumbiray  |       |
| 13         | DEF        | Renato Abarca     |       |
| 10         | MED        | Eduardo Torres    |       |
| 8          | MED        | Yorkman Tello     | Salió |
| 7          | MED        | Aléxis Cornejo    |       |
| 17         | MED        | Andy Polar        |       |
| 9          | DEL        | Diego Escuza      | Salió |
| 20         | DEL        | Henry Meléndez    | Salió |
| Entrenador | Entrenador | Luis Flores       |       |

| 21         | POR        | Helbert Manco     |       |
| 6          | DEF        | José Ramírez      |       |
| 13         | DEF        | Carlos Coveñas    |       |
| 3          | DEF        | Christian Loayza  |       |
| 14         | DEF        | Jesús Vera        |       |
| 11         | MED        | Brayan Pasache    | Salió |
| 7          | MED        | Anthony Murillo   |       |
| 12         | MED        | Franklin Aguilar  |       |
| 15         | MED        | Héctor Cabrera    |       |
| 5          | DEL        | Christian Carrión | Salió |
| 9          | DEL        | Edgar Romaní      |       |
| Entrenador | Entrenador | José Luis Vásquez |       |

| 11 | DEL | Jesús Rey          | Entró |
| 6  | DEF | Carlos Choquecondo | Entró |
| 29 | DEL | Renzo Valdez       | Entró |

| 2  | DEF | Sebastían Chávez | Entró |
| 16 | DEL | Harold Talavera  | Entró |

| Anotado | 31' | Diego Escuza | 1-0 |
| Anotado | 50' | Jesús Rey    | 2-0 |

| Árbitro             | James Zegarra |
| Árbitros asistentes | Miguel Melgar |
| Árbitros asistentes | César Allasi  |

## Fase final
Se jugará un cuadrangular de todos contra todos a una sola rueda en el estadio Melgar.
Participantes
| Club                                   | Distrito       | Director Técnico | Patrocinador Principal     |
| -------------------------------------- | -------------- | ---------------- | -------------------------- |
| Deportivo Sutega                       | La Joya        | Raúl Obando      | Ferretería Venegas         |
| Escuela Municipal Deportivo Binacional | Paucarpata     | Luis Flores      | Empresa Turismo San Martín |
| Los Elegantes de Cerro Verde           | Uchumayo       | Ariel Paz        |                            |
| Sport Magallanes                       | Mariano Melgar | Pocho Yauri      |                            |

| Equipo                                 | PJ | PG | PE | PP | GF | GC | DG  | Pts |
| -------------------------------------- | -- | -- | -- | -- | -- | -- | --- | --- |
| Escuela Municipal Deportivo Binacional | 3  | 3  | 0  | 0  | 15 | 3  | +12 | 9   |
| Deportivo Sutega                       | 3  | 2  | 0  | 1  | 12 | 3  | +9  | 6   |
| Los Elegantes de Cerro Verde           | 3  | 1  | 0  | 2  | 3  | 10 | -7  | 3   |
| Sport Magallanes                       | 3  | 0  | 0  | 3  | 2  | 16 | -14 | 0   |

### Fecha 1
| 25 de junio de 2016, 12:45 | Los Elegantes de Cerro Verde | 2:0 (0:0) | Sport Magallanes | Estadio Mariano Melgar, Arequipa |             |
|                            | César Moscoso                |           |                  | Árbitro(s):                      | Árbitro(s): |

| 25 de junio de 2016, 15:00 | Escuela Municipal Deportivo Binacional | 2:1 (1:1) | Deportivo Sutega | Estadio Mariano Melgar, Arequipa |             |
|                            | Jesús Rey · Walter Portugal            |           | Gean Cervantes   | Árbitro(s):                      | Árbitro(s): |

### Fecha 2
| 29 de junio de 2016, 12:30 | Sport Magallanes | 0:8 (0:3) | Deportivo Sutega                                                    | Estadio Mariano Melgar, Arequipa |             |
|                            |                  |           | Adhemir Villavicencio · Ney Tapia · Gean Cervantes · Ángelo Álvarez | Árbitro(s):                      | Árbitro(s): |

| 29 de junio de 2016, 15:00 | Los Elegantes de Cerro Verde | 0:7 (0:3) | Escuela Municipal Deportivo Binacional                                                       | Estadio Mariano Melgar, Arequipa |             |
|                            |                              |           | Diego Escuza · John Fajardo · Junior Chumbiray · Andy Polar · Renzo Valdez · Walter Portugal | Árbitro(s):                      | Árbitro(s): |

### Fecha 3
| 2 de julio de 2016, 11:50 | Escuela Municipal Deportivo Binacional                       | 6:2 (2:1) | Sport Magallanes | Estadio Mariano Melgar, Arequipa |             |
|                           | Eduardo Torres · Renato Abarca · Diego Escuza · Renzo Valdez |           | Juan Bedregal    | Árbitro(s):                      | Árbitro(s): |

| 2 de julio de 2016, 13:00 | Los Elegantes de Cerro Verde | 1:3 (0:2) | Deportivo Sutega                       | Estadio Mariano Melgar, Arequipa |             |
|                           | César Moscoso                |           | Adhemir Villavicencio · Angelo Álvarez | Árbitro(s):                      | Árbitro(s): |

|                                                  |
| Campeón                                          |
| Escuela Municipal Deportivo Binacional 1º título |

## Goleadores (Etapa Final)
| Jugador               | Equipo                       | Goles anotados |
| --------------------- | ---------------------------- | -------------- |
| Adhemir Villavicencio | Deportivo Sutega             | 10             |
| Diego Escuza          | Escuela Municipal Binacional | 7              |
| César Moscoso         | Los Elegantes de Cerro Verde | 6              |
| Carlos Yucra          | White Star                   | 5              |
| Jesús Rey             | Escuela Municipal Binacional | 3              |
| Ney Tapia             | Deportivo Sutega             | 3              |
| John Fajardo          | Escuela Municipal Binacional | 3              |
| Eduardo Torres        | Escuela Municipal Binacional | 3              |
| Renzo Valdez          | Escuela Municipal Binacional | 3              |
| Angelo Álvarez        | Deportivo Sutega             | 3              |